# Hikari Sentai Maskman
Hikari Sentai Maskman (光戦隊マスクマン (Quang Chiến đội Maskman) Hikari Sentai Masukuman),  dịch là Chiến đội Ánh sáng Maskman, là bộ Super Sentai thứ 11 của Toei Company. Được phát sóng trên TV Asahi từ 28 tháng 2 năm 1987 tới 20 tháng 2 năm 1988, tổng cộng 51 tập. Đây là Sentai đầu tiên có chiến binh thứ 6.
Mỗi tập của Hikari Sentai Maskman bắt đầu với câu: "Có một sức mạnh ẩn giấu bên trong cơ thể con người. Nếu tập luyện chăm chỉ, sức mạnh đó sẽ trở nên bất tận!" ("人の体には未知の力が秘められている。鍛えれば鍛えるほど、それは無限の力を発揮する。 Hito no Karada ni wa Michi no Chikara ga himerarete iru, kitaereba kitaeruhodo soreha Mugen no Chikara wo Hakki suru!)

## Nhân vật
- Takeru (タケル?)/Red Mask (レッドマスク Reddo Masuku?) : Anh là người lớn tuổi nhất nhóm. Anh được phát hiện bởi chỉ huy Sugata khi anh cứu một người phụ nữ và một đứa trẻ khỏi một tên cướp, ông đã thách đấu với Takeru và đánh bại anh. Dù vậy ông vẫn thu nhận anh vào Maskman khi anh đã thể hiện tinh thần không bỏ cuộc của mình. Anh yêu một người phụ nữ tên Mio (thực chất là công chúa Ial của đế chế Tube), vì biết em gái mình yêu kẻ thù là Takeru nên Igam luôn coi anh là kẻ thù không đội trời chung. Khi biết Igam là phụ nữ thì anh không còn muốn đánh nhau với cô ta nữa. Ngoài ra anh còn là đối thủ của Hiệp sĩ trộm, Kiros, người cũng theo đuổi công chúa Ial. Về sau, nhờ trái tim ấm áp của anh đã làm tan chảy khối băng vĩnh cửu, giải thoát Mio. Cuối phim, dù không muốn nhưng anh buộc phải chia tay Mio để cô toàn tâm vào công cuộc khôi phục vương quốc dưới lòng đất.
- Kenta (ケンタ?)/Black Mask (ブラックマスク Burakku Masuku?) : Anh được coi là đội phó của đội, chỉ đứng sau Takeru. Anh từng có một mối tình với một cô gái tên Miyuki, nhưng Baraba lại lợi dụng Miyuki nhằm giết Kenta, nhờ có sự trợ giúp của đồng đội mà Kenta đã tiêu diệt con quái vật đó. Anh buộc phải chia tay với Miyuki nhằm giữ an toàn cho cô, cùng với lời hứa sẽ đánh bại hoàn toàn đế chế Tube.
- Akira (アキラ?)/Blue Mask (ブル-マスク Burū Masuku?):  Anh là thành viên trẻ nhất nhóm và là một cao thủ kiếm thuật. Anh rất yêu thương mẹ mình và luôn muốn chứng tỏ bản thân luôn sống tốt với mẹ mình. Anh từng bị biến thành Kỵ sĩ Unas phục vụ cho gia đình Igam (thực chất do một số nô lệ của Tube nghĩ anh là người giải phóng cho họ nên đã đọc bài kinh cầu nguyện biến anh thành Unas), về sau nhờ các thành viên khác mà anh đã trở lại bình thường.
- Haruka (ハルカ?)/Yellow Mask (イエローマスク Ierō Masuku?): Cô được sinh ra và lớn lên trong một gia đình ninja, được nuôi dưỡng để trở thành ninja với cái giá phải trả là một tuổi thơ hạnh phúc. Bị cha ép buộc phải từ bỏ mọi thứ nữ tính để tập trung vào nhẫn thuật của mình, cô ấy có vẻ ngoài tomboy và là một chiến binh mạnh mẽ. Cô rất thông minh và thích khiêu vũ nhưng không thể thực hiện ước mơ trở thành vũ công nên cô đã dồn hết tâm huyết để dạy bảo cho một cô bé nhằm thực hiện ước mơ của mình.
- Momoko (モモコ?)/Pink Mask (ピンクマスク Pinku Masuku?):  Sở trường của cô là Thái Cực Quyền. Cô từng có một bông hoa thánh ở thế giới lòng đất có tên là Carollove nhưng buộc phải hy sinh nó để làm thuốc giải, cứu thế giới khỏi nguy hiểm
- Ryo Asuka (飛鳥 リ ョ オ?)/ X1 Mask (X1マスク?): Anh chính là Maskman thế hệ đầu tiên và cũng là chiến binh thứ sáu đầu tiên được biết đến trong Super Sentai. Anh từ bỏ chiến đấu vì mất đi người yêu trong một trận chiến với Tube. Nhờ có sự động viên của Takeru mà anh đã quay lại chiến đấu và cùng toàn đội đánh bại quái vật Magma Doggler, nhưng cái giá phải trả là toàn bộ sức mạnh của anh. Anh đã trao lại hy vọng dành cho thế hệ Maskman sau này.

Các nhân vật khác:
- Chỉ huy Sugata: Ông là người phát hiện ra tài năng của các thành viên Maskman và luôn hỗ trợ họ. Ông cũng sở hữu sức mạnh đáng nể, được thể hiện qua việc ông đã từng dễ dàng đánh bại Takeru trong quá khứ.
- Mio: Cô là công chúa Ial của Tube, được cử đi theo dõi Maskman, nhưng cô đã phải lòng Takeru khi suýt bị anh đâm xe vào vì cô đột ngột xuất hiện ở miệng cống. Khi đế chế Tube tấn công mặt đất, cô đã bất chấp nguy hiểm để cảnh báo cho Takeru. Bất chấp nỗ lực của Takeru, cô vẫn bị bắt lại và bị Zeba giam cầm trong khối băng vĩnh cửu. Về sau, nhờ trái tim ấm áp của Takeru mà cô đã được giải thoát khỏi khối băng. Ở tập cuối, cô đã cùng với chị gái mình và Maskman hợp sức để tiêu diệt Zeba. Mặc dù vẫn còn rất yêu Takeru nhưng cô vẫn phải chia tay anh để trở về lòng đất, thực hiện sự mệnh khôi phục lại vương quốc của mình
- Dr. Azuma (東 博士, Azuma-hakase) : trợ lý của Sugata; cô ấy làm việc trong phòng máy tính và theo dõi hoạt động của đội Maskman.
- Dr. Catherine (ド ク タ ー ・ カ ト リ ー ヌ, Dokutā Katorīnu , 3) : Một phụ nữ da trắng hỗ trợ Chỉ huy Sugata cùng với Tiến sĩ Azuma.
- Tiến sĩ Akira Yamagata (山形 晃 博士, Yamagata Akira-hakase , 21 & 22) : Người đã tạo ra Galaxy Robo và là bạn thân của Cảnh sát trưởng Sugata. Trong quá trình phát triển ban đầu của M-Project, Yamagata đã tự mình chế tạo Galaxy Robo để cung cấp cho nhóm Maskman trong tương lai một robot khác ngoài Great Five của Sugata. Tuy nhiên, ông đã chết trong một tai nạn kinh hoàng khi đang thử nghiệm Galaxy Robo. Con gái duy nhất của ông, Yumi, người tin rằng Galaxy Robo chịu trách nhiệm về cái chết của cha cô. Tuy nhiên, đoạn ghi âm của Yamagata trong lần chạy thử nghiệm cuối cùng của ông với Galaxy Robo chứng minh rằng cái chết của anh ấy hoàn toàn là do ngẫu nhiên và không phải lỗi của Galaxy Robo.
- Mai Kozuki: Một nghệ sĩ piano tài năng thực sự đến từ Gia đình Melme của thế giới ngầm, âm nhạc của cô làm dịu những con quái vật của Tube. Zeba ra lệnh giết cả gia đình cô và Mai là người sống sót duy nhất. Sugata cứu cô và đưa cô đến Trại mồ côi Maria sau khi viết lại ký ức để cô có thể sống mà không có những ký ức đau buồn. Khi bị quái vật Bard Doggler tấn công, bàn tay của cô bị biến thành đá và Maskman đã giúp cô trở lại như cũ. Sugata đã tự nhủ luôn dõi theo cô mặc dù không thể gặp cô vào lúc này

.Underground Empire Tube: là một đế chế ngầm yên bình ra đời cách đây 5 thiên niên kỷ dưới sự thống trị của gia tộc Igam nhưng đã bị Zeba lật đổ. Khi nó nằm dưới sự cai trị của kẻ soán ngôi Zeba, Tube bắt đầu chuẩn bị cho cuộc chiến xâm lược mắt đất.
- Zeba (地 帝王 ゼ ー バ, Chiteiō Zēba) : Zeba là thủ lĩnh của Tube dưới lòng đất, luôn mong muốn biến bề mặt thành một nơi lạnh lẽo và tăm tối. Hình dạng thật của hắn là quái vật Lizar Doggler The 2nd. Cha hắn, Lizar Doggler ban đầu, bị giết bởi Gia đình Igam vì khủng bố thế giới ngầm. Trước khi chết, nó đẻ một quả trứng dẫn đến sự ra đời của Zeba; đứa trẻ ăn thịt cha mẹ để trở nên mạnh mẽ hơn. Lizar Doggler mới lớn lên mà không có gì ngoài tâm trí để trả thù, cải trang thành Zeba và cai trị Hoàng gia Igam. Sau khi lên ngôi, Zeba biến thế giới ngầm thành một vương quốc bạo lực và bắt con người dưới lòng đất làm nô lệ. Khi hắn ta biết rằng thất bại của mình được báo trước là dưới tay của hai cô con gái sinh đôi còn sống sót của gia đình Igam, anh ta giữ họ cách xa nhau và làm mọi cách để đảm bảo không ai biết về danh tính thực sự của hắn ta. Với việc Ial được cứu thoát và danh tính của hắn cũng được tiết lộ, Zeba nhanh chóng thực hiện kế hoạch cuối cùng của mình là nâng cao Lâu đài Ngầm và lan truyền Hào quang bóng tối của mình ra khắp thế giới để mở ra thời đại bóng tối. Ngay khi xuất hiện, Zeba đã trực tiếp chiến đấu với các chiến binh trong lãnh địa Dark Aura của mình. Tuy nhiên, Ial và Igam đã sử dụng sức mạnh của họ cùng với Maskman để vô hiệu hóa Dark Aura của hắn. Bị buộc trở lại hình dạng thật của mình, Lizar Doggler bị Pháo phản lực cho nổ hết công suất, sử dụng năng lượng từ vũ khí để phóng to bản thân trước khi cuối cùng bị tiêu diệt bởi Galaxy Robo.
- Igam (地 帝王 子 イ ガ ム, Chiteiōshi Igamu) : Chị gái song sinh của Công chúa Ial, cô được nuôi dưỡng như một người đàn ông bởi Godai Doggler để một ngày lên ngôi cho đến khi Zeba lật đổ vương quốc của cô. Igam được tha để phục vụ dưới quyền của Zeba với tư cách là một trong những chiến binh được đánh giá là mạnh nhất. Khi Ial yêu Takeru, Igam cảm thấy em gái mình là một nỗi ô nhục đối với hoàng gia, và thề sẽ giết Takeru. Cô cũng có mong muốn giết Ial vì đã yêu Takeru, nhưng cô không thể thực hiện theo lệnh của chính Zeba. Khi Akira được phục hồi từ Unas, danh tính của Igam là một người phụ nữ được tiết lộ cho các Maskman. Sau đó Takeru do dự khi đấu với cô ấy và cố gắng tranh luận với cô ấy thay vì chiến đấu. Sau khi cô được phép giết em gái của mình, Igam biết được sự thật đằng sau Zeba và mâu thuẫn cho đến khi cô biết rằng hắn đã sử dụng cô để đạt được mục đích của mình. Tuyệt vọng và nhìn thấy bản thân không còn khả năng cứu vãn, Igam tìm thấy một lý do mới để sống khi cô nhìn thấy Đức Phật và  cô đã cùng Ial giúp Maskman đánh bại Zeba. Sau đó, Igam trở thành một nữ tu, thực hiện chuyến hành hương vô tận nhằm chuộc lại tội lỗi của mình
- Underground Curiosities Beast Anagmas (地 奇 地 奇 獣 ア ナ グ マ ス, Chiki Chikijū Anagumasu , 1–50) : Hắn là một con quái vật đã sống hơn ba thế kỷ và biết tất cả, là một bậc thầy về nghệ thuật hắc ám, người sử dụng một cái vồ cá sấu làm vũ khí của mình. Là cố vấn của Zeba, anh ta có thể tự do nghiên cứu Thư viện Ngầm, nơi chứa đựng lịch sử của nền văn minh Tube. Anagmas lần đầu tiên lộ diện với các Maskman trước khi thiết lập kế hoạch loại bỏ Great Five. Sau đó, hắn biết được sự thật về Zeba và được cử đi giết Ial. Anagmas bị giết bởi Maskman bằng Jet Cannon và Galaxy Robo.
- Baraba (地 帝 指令 バ ラ バ, Chitei Shirei Baraba , 1–48): Hắn là máu lạnh, tàn bạo và tàn nhẫn, đồng thời là người mạnh mẽ của bộ tộc Baluga và là đối thủ của Igam. Anh ta mang theo một thanh kiếm nặng mà chỉ hắn mới đủ mạnh để sử dụng trong trận chiến. Khi bị Zeba kết án tử hình vì thất bại của mình, anh ta đi đến Ngục tối để giết Devil Doggler và lấy được thanh gươm truyền thuyết Imperial. Hắn đã thua cho đến khi phát điên bởi cái chết của mẹ mình dưới bàn tay của con quái vật, giết chết con quái vật bằng thanh gươm Imperial. Sau đó, sau khi thất bại trong việc hồi sinh Chiến thần, Baraba có một cơ hội cuối cùng để chuộc lỗi. Hắn thỏa thuận với Kiros và bắt cóc Công chúa Ial để dụ Takeru vào bẫy. Khi kế hoạch thất bại, và Oyobu quay lưng lại với hắn ta, Baraba bị Red Mask giết chết trong trận quyết đấu cuối cùng.
- Ninja Hoàng gia ngầm Oyobu (地 帝 忍 オ ヨ ブ ー, Chiteinin Oyobū) : Một ninja của bộ tộc Buyon với làn da đỏ và đôi tai nhọn lớn phục vụ dưới quyền của Baraba. Hắn có thể ném ngọn lửa biểu hiện sự sống từ tay của mình và chạy với tốc độ gần như ánh sáng. Hắn đã cố gắng ngăn cản Baraba nhưng lại bị đóng băng nhưng đã tự giải băng được. Mặc dù đến giúp đỡ, Oyobu từ chối hỗ trợ Baraba trong cuộc chiến cuối cùng của mình. Mặc dù biết được sự thật về Zeba và phát hiện ra rằng mình không hơn gì một con tốt, Oyobu vẫn tiếp tục phần của mình trong kế hoạch của tên ác nhân và chết khi Lâu đài ngầm khi anh ta bị tiêu diệt trong vụ nổ.
- Underground Imperial Ninja Fumin (地 帝 忍 フ ー ミ ン, Chiteinin Fūmin) : Một Kunoichi của gia tộc Fu, một nhóm ninja đã phục vụ dưới quyền của gia tộc Igam trong nhiều thế hệ. Cô có thể bắn shurikens và bắn từ miệng, khả năng của Fumin sánh ngang với khả năng của Haruka. Cô đóng giả những vỏ bọc giống như của thần tượng Marina Shimada trong kế hoạch biến con người thành Unglers của Igam. Mặc dù cô ấy biết được danh tính của Igam, Fumin vẫn ở bên cạnh Igam và đã hi sinh để bảo vệ Igam khi lâu đài ngầm sụp đổ.
- Thief Knight Kiros (盗賊 騎士 キ ロ ス, Tōzoku Kishi Kirosu , 27–49) : Một kẻ lang thang không dưới quyền bất kỳ ai, hắn không từ mọi cách để có được những thứ mình muốn. Kiros nhìn thấy vẻ đẹp của Ial và cố gắng biến cô ấy thành của mình. Hắn cứu cô khỏi vực thẳm Hell's Wind nhưng lại rơi xuống vực. Sau khi thoát khỏi Hell's Wind bằng cách sử dụng Crescent Screw, Kiros tấn công các Maskman. Anh biết về mối quan hệ của Takeru với Ial và Kiros trở thành đối thủ của Igam trong việc cố gắng giết Red Mask. Kiros lừa Baraba và sử dụng Hell's Wind để giải thoát cho cô. Bị trọng thương trong nỗ lực bảo vệ cô, Kiros chết khi nhận ra rằng Ial là thứ duy nhất hắn không bao giờ có được.

## Tập
1. The Mysterious, Beautiful Runaway (美しき謎の逃亡者 Utsukishiki Nazo no Tōbōsha?)
2. Strange! The Dark Underground Castle (怪奇! 闇の地底城 Kaiki! Yami no Chitei Jō?)
3. The First Step into the Unknown (未知への第一歩! Michi e no Daiippo?)
4. Burn! F1 Spirits! (燃やせ! F1魂! Moyase! Efu Wan Tamashii!?)
5. The Small Swordsman, Blue (小さな剣士ブルー Chiisa na Kenshi Burū?)
6. The God Hand of Dreams (夢のゴッドハンド Yume no Goddo Hando?)
7. Explode! Kenta's Love (爆発! ケンタの愛 Bakuhatsu! Kenta no Ai?)
8. Burn! The Flower's Sword (燃えろ! 花の剣! Moero! Hana no Ken!?)
9. Combine! Aura of Life (合体! 命のオーラ Gattai! Inochi no Ōra?)
10. Igam vs. Takeru (イガムVSタケル Igamu Tai Takeru?)
11. The Refugee From Underground (地底からの亡命者 Chitei Kara no Bōmeisha?)
12. A Challenge! The Pride of a Shinobi (挑戦! 忍びの誇り Chōsen! Shinobi no Hokori?)
13. Chase the Idol! (アイドルを追え! Aidoru o Oe!?)
14. The Great Escape to the Blue Sky! (青空への大脱出! Aozora e no Dai Dasshutsu!?)
15. Farewell, Dear Flower! (さらば愛しき花よ Saraba Itoshiki Hana yo?)
16. Deadly! Blazing Baraba (必殺! 炎のバラバ Hissatsu! Honō no Baraba?)
17. Smash it! The Maze of Hell (破れ! 地獄の迷宮 Yabure! Jigoku no Meikyū?)
18. The Dear Bloodsucking Doll! (愛しの吸血人形!  Itoshi no Kyūketsu Ningyō!?)
19. Apparition! Anagumas (妖魔! アナグマス Yōma! Anagumasu?)
20. A Trap! The Sinking Giant Robo (罠! 沈む巨大ロボ Wana! Shizumu Kyodai Robo?)
21. The Black Shadow of the Misty Valley (霧の谷の黒い影 Kiri no Tani no Kuroi Kage?)
22. The Winds and Clouds of an Aura Storm! (風雲オーラの嵐! Fūun Ōra no Arashi!?)
23. Mio Who Has Become a Demon (悪魔になった美緒 Akuma ni Natta Mio?)
24. The Grotto of the Young Monster (鍾乳洞の少年怪獣 Shōnyūdō no Shōnen Kaijū?)
25. Akira's Lover!? (アキラの恋人!? Akira no Koibito!??)
26. Lives That Disappeared on Hot Sand! (熱砂に消えた命! Nessa ni Kieta Inochi!?)
27. Thief Knight Kiros! (盗賊騎士キロス! Tōzoku Kishi Kirosu!?)
28. Mio is Princess Ial!? (美緒がイアル姫!? Mio ga Iaru-hime!??)
29. The New Lethal Weapon of Friendship (友情の新必殺武器 Yūjō no Shin Hissatsu Buki?)
30. Mama!! Baraba's Scream! (ママ!! バラバの絶叫! Mama!! Baraba no Zekkyō!?)
31. It Appears! The Guardian Deity Igam Dragon (出現! 守護神イガム竜 Shutsugen! Shugoshin Igamu Ryū?)
32. Oyobu's Lethal Dash (オヨブー必殺走り Oyobū Hissatsu Hashiri?)
33. Takeru!! Behead Their Love! (タケルよ! 愛を斬れ! Takeru yo! Ai o Kire!?)
34. Blues of Love and Murderous Intent (愛と殺意のブルース Ai to Satsui no Burū?)
35. The Mystery of Zeba! The Forbidden Tomb (ゼーバの謎! 禁断の墓 Zēba no Nazo! Kindan no Haka?)
36. Elimination! The Destructive Twin Girls (消滅! 双子の破壊少女 Shōmetsu! Futago no Hakai Shōjo?)
37. Soldiers Who Bet on Their Dreams (夢に賭ける戦士たち Yume ni Kakeru Senshitachi?)
38. The Time to Erase Takeru (タケルが消される時間 Takeru ga Kesareru Jikan?)
39. Revival! The Mysterious X1 Mask (復活! 謎のX1マスク Fukkatsu! Nazo no Ekkusu Wan Masuku?)
40. Resurrect! The Melody of Love (甦れ! 愛のメロディー Yomigaere! Ai no Merodī?)
41. Female Thieves Haruka & Momoko (女強盗ハルカ&モモコ Onna Gōtō Haruka to Momoko?)
42. Fly! The Poem of a Timid Boy (翔べ! いじけ少年の詩 Kakebe! Ijike Shōnen no Shi?)
43. Akira Loses His Eyesight! The Mysterious Spell (アキラ失明! 謎の呪文 Akira Shutsumei! Nazo no Jumon?)
44. Transform! Underground Empire Swordsman Akira (変身! 地帝剣士アキラ Henshin! Chitei Kenshi Akira?)
45. Prince Igam! You're a Woman! (イガム王子! 君は女! Igamu-ōji! Kimi wa Onna!?)
46. Counterattack! The Secret of the Bloody Pond (逆襲! 血の池の秘密 Gyakushū! Chi no Ike no Himitsu?)
47. The Night Prior to the Attack! The Dance of Death (出撃前夜! 死の踊り Shutsugeki Zen'ya! Shi no Odori?)
48. Baraba! Dies in Treachery (バラバ! 裏切りに死す Baraba! Uragiri ni Shisu?)
49. The Revived Princess Ial (よみがえったイアル姫 Yomigaetta Iaru-hime?)
50. Zeba! His Hair-Raising Secret Identity (ゼーバ! 戦慄の正体 Zēba! Senritsu no Shōtai?)
51. The Great Destruction of the Underground Empire Castle! (地帝城大崩壊! Chitei Shiro Dai Hōkai!?)

## Diễn viên
- Narrator: Hiroshi Takeda
- Takeru/Red Mask: Ryousuke Kaizu
- Kenta/Black Mask: Kouichi Kusakari
- Akira/Blue Mask: Issei Hirota
- Haruka/Yellow Mask: Yuki Nagata
- Momoko/Pink Mask: Kanako Maeda
- Commander Sanjuurou Sugata: Hayato Tani
- Emperor Zeba: Hideaki Kusaka
- Prince Igam/Princess Ial/Mio: Mina Asami
- Commander Baraba: Keijiro Shiga
- Oyubu: Yoshinori Okamoto
- Kiros: Shunta Fuchino

.fumin koari kubota. hikari yoshiro iwata

### Lồng tiếng
- Anagumas: Takuzo Kamiyama
- Okelamp: Nobu Shinoda

## Crew
- Directors: Takao Nagaishi, Shouhei Toujou, Minoru Yamada
- Writers: Hirohisa Soda (main writer), Kunio Fujii, Toshiki Inoue
- Action directors: Junji Yamaoka (tới tập 5), Michihiro Takeda

## Bài hát
Đầu
- "Hikari Sentai Maskman" (光戦隊マスクマン Hikari Sentai Masukuman?)
  - Lời: Masao Urino (売野 雅勇 Urino Masao?)
  - Sáng tác: Daisuke Inoue (井上 大輔 Inoue Daisuke?)
  - Biên tập: Ohzuchi Fujita (藤田 大土 Fujita Ōzuchi?)
  - Thể hiện: Hironobu Kageyama

Kết
- "Soldier of Love" (愛のソルジャー Ai no Sorujā?)
  - Lời: Masao Urino
  - Sáng tác: Daisuke Inoue
  - Biên tập: Ohzuchi Fujita
  - Thể hiện: Hironobu Kageyama